# Mudanjiang

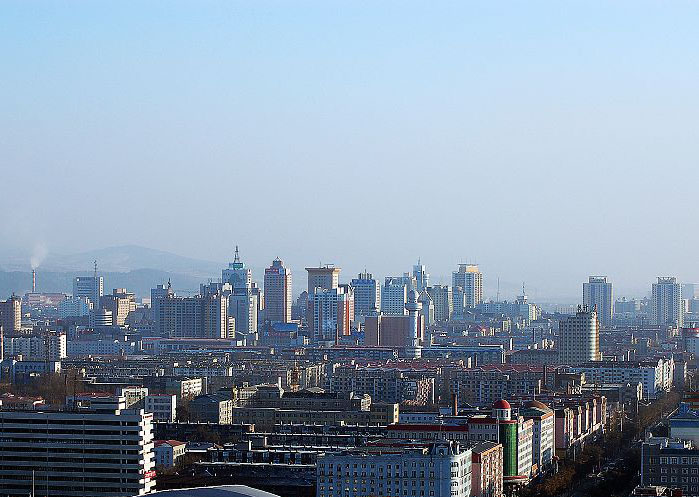
Blick über Mudanjiang

Mudanjiang (chinesisch 牡丹江市, Pinyin Mǔdanjiāng Shì, mandschurisch ᠮᡠᡩ᠋ᠠᠨ ᠪᡳᡵᠠ, Mudan bira) ist eine bezirksfreie Stadt im Südosten der Provinz Heilongjiang in der Volksrepublik China. Das Verwaltungsgebiet von Mudanjiang hat eine Fläche von 39.866 km² und 2.290.208 Einwohner (Stand: Zensus 2020). Das entspricht einer Bevölkerungsdichte von 57 Einw./km². In dem eigentlichen städtischen Siedlungsgebiet von Mudanjiang leben 930.015 Menschen (Stand: Zensus 2020).

## Geografie

### Geografische Lage
Die Stadt liegt am Fluss Mudan Jiang (牡丹江) und ist von Bergen umgeben. Mudanjiang grenzt nördlich an die Präfektur Qitaihe, westlich an Harbin, nordöstlich an Jixi und südlich an die Präfekturen Yanbian sowie Jilin. Das im Osten gelegene Changbai-Gebirge grenzt an den Nachbarstaat Russland. Die Stadt verfügt somit über einen Grenzübergang in die russische Region Primorje.

### Administrative Gliederung
Auf Kreisebene setzt sich die Stadt aus vier Stadtbezirken, fünf kreisfreien Städten und einem Kreis zusammen. Diese sind (Stand: Zensus 2020):
- Stadtbezirk Aimin (爱民区 Àimín Qū), 435,5 km², 275.436 Einwohner, Stadtzentrum, Sitz der Stadtregierung;
- Stadtbezirk Dong’an (东安区 Dōng'ān Qū), 580 km², 221.194 Einwohner;
- Stadtbezirk Yangming (阳明区 Yángmíng Qū), 1.383 km², 190.973 Einwohner;
- Stadtbezirk Xi’an (西安区 Xī'ān Qū), 362 km², 242.412 Einwohner;
- Stadt Muling (穆棱市 Mùlíng Shì), 6.021 km², 197.065 Einwohner;
- Stadt Suifenhe (绥芬河市 Suífēnhé Shi), 422 km², 114.564 Einwohner;
- Stadt Hailin (海林市 Hǎilín Shì), 9.743 km², 292.755 Einwohner;
- Stadt Ning’an (宁安市 Níng’ān Shì), 7.217 km², 322.127 Einwohner;
- Stadt Dongning (东宁市 Dōngníng Shì), 7.115 km², 195.489 Einwohner;
- Kreis Linkou (林口县 Línkǒu Xiàn), 6.587 km², 238.193 Einwohner, Hauptort: Großgemeinde Linkou (林口镇).

### Klima und Natur
Das Klima weist Kontinentalmerkmale auf. Bei 126 frostfreien Tagen im Jahr beträgt die Durchschnittstemperatur 3,5 °C. Die jährliche Niederschlagsmenge liegt bei ca. 550 mm.
Die Gegend verfügt über bedeutende Rohstoffvorkommen, reiche Fischgründe und eine artenreiche Flora und Fauna.
Etwa 110 km vom Stadtzentrum entfernt im Verwaltungsgebiet der kreisfreien Stadt Ning'an befindet sich der Jingpo-See (镜泊湖), der durch Vulkaneruptionen vor ca. 10.000 Jahren entstanden ist. Inmitten von Bergen und Urwäldern gelegen werden See und Umgebung touristisch genutzt.

## Wirtschaft
Im Jahr 2010 lag das BIP der Stadt mit 78,1 Mrd. RMB an vierter Stelle der Provinz Heilongjiang hinter Harbin, Qiqihar und Daqing. Die bedeutendsten Wirtschaftszweige sind Tourismus und Leichtindustrie, weiterhin Automobilzubehör-Industrie, die Papierherstellung, die Forstwirtschaft, Petrolchemie, pharmazeutische Industrie und Energiewirtschaft. Die Außenhandelswert betrug im Jahr 2010 etwa 9 Milliarden US-Dollar, was drei Viertel des Gesamtwerts der Provinz Heilongjiang entsprach.
Mudanjiang ist durch seine Anbindung an wichtige Straßen, Eisenbahn- und Fluglinien sowohl ein wichtiger Verkehrsknotenpunkt als auch ein regionales Landwirtschafts- und Industriezentrum. Mudanjiang Hongli Chemicals Co. ist die größte Chemieanlage in Asien für die Produktion von Oxalsäure. Die Gummiproduktion nimmt eine prominente Stellung in der Volksrepublik China ein.

### Dacheinsturz einer Lebensmittelfabrik am 26. November 2013
Beim Einsturz einer Dachkonstruktion in einer Lebensmittelfabrik im Aiming District starben am 26. November 2013 neun Menschen. Das Dach brach, infolge eines Schneesturms und der darauffolgenden zu hohen Schneelast, um 13:00 Uhr in sich zusammen. Zu dem Zeitpunkt befanden sich noch neun Menschen in dem Gebäude, die trotz der Rettungsmaßnahmen nur noch tot geborgen werden konnten.

### Forschung
In Mudanjiang gibt es eine Erdbebenstation, die dadurch Bekanntheit erlangte, dass sie als erste seismische Daten über den ersten Atomtest Nordkoreas lieferte.

## Verkehrsanbindungen

### Bahn

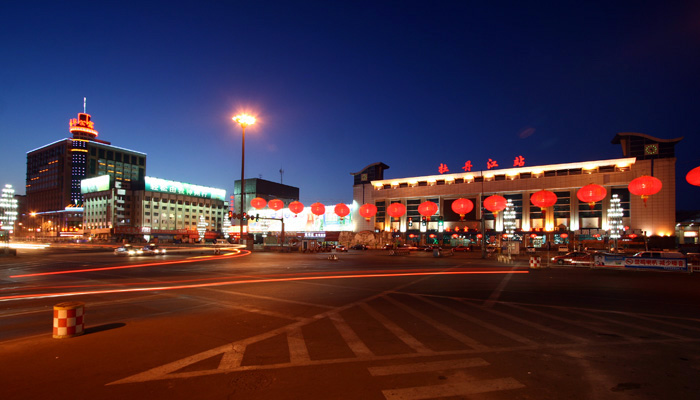
Bahnhof Mudanjiang (2008)

Mudanjiang liegt an der Bahnstrecke Harbin-Suifenhe, die hier von der Bahnstrecke Tumen-Jiamusi gekreuzt wird. Von hier bestehen Verbindungen nach Jinan, Dalian, Harbin, Changchun und Peking. Am 25. Dezember 2018 wurde die Schnellfahrstrecke Harbin–Mudanjiang eröffnet, die die Fahrzeit von und zur Provinzhauptstadt Harbin auf 1½ Stunden und damit auf ein Drittel verkürzt.

### Luftverkehr
Die Stadt ist mit dem Mudanjiang Hailang Airport an das Internationale Flugnetz angebunden. Der Flughafen ist der zweitgrößte Personenflughafen der Provinz Heilongjiang. Er bietet Flüge in die chinesischen Städte Dalian und Peking sowie die südkoreanischen Städte Incheon und Seoul.

### Straße
Die Stadt ist mit einem Autobahnkreuz an die Autobahn Hegang-Dalian und dem Manzhouli-Suifenhe-Highway angebunden.

## Ethnische Zusammensetzung der Gesamtbevölkerung Mudanjiangs (2000)
Beim Zensus 2000 wurden für das gesamte Verwaltungsgebiet Mudanjiangs 2.684.495 Einwohner gezählt.
| Name des Volkes | Einwohner | Anteil  |
| --------------- | --------- | ------- |
| Han             | 2.452.028 | 91,34 % |
| Koreaner        | 120.363   | 4,48 %  |
| Manju           | 99.286    | 3,7 %   |
| Hui             | 7.571     | 0,28 %  |
| Mongolen        | 3.888     | 0,14 %  |
| Xibe            | 244       | 0,01 %  |
| Zhuang          | 147       | 0,01 %  |
| Sonstige        | 968       | 0,04 %  |

## Persönlichkeiten
- Tang Jiali (* 1995), Fußballspielerin
- Yan Xingyuan (* 1996), Biathlet
- Ning Zhongyan (* 1999), Eisschnellläufer